# Cordillera Negra

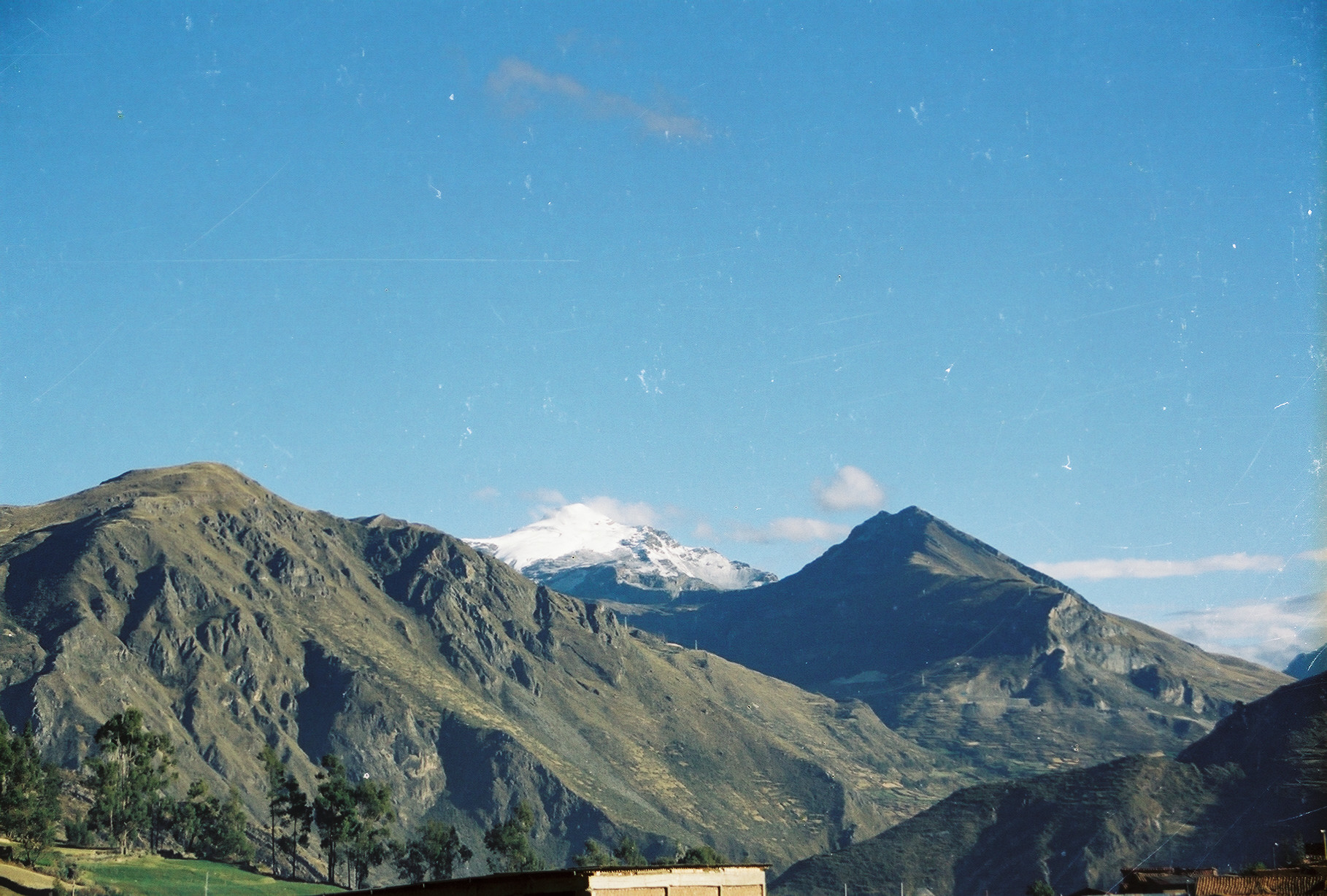
Cordillera Negra i Ancash i Peru.

Cordillera negra är en spetsig bergskedja norr om Lima i Peru. Den börjar i Conococha ( 4 080 m ö.h., 370 kilometer från Lima) och slutar i Cañon del Pato (1 800 m ö.h., 520 kilometer från Lima). Cordillera negra bildar tillsammans med Cordillera blanca den så kallade Callejón de Huaylas. Namnen på bergskedjorna talar om att den ena är snöbetäckt (Cordillera Blanca, dvs den vita bergskedjan, och Cordillera Negra, den svarta bergskedjan.)
I trakterna av Jangas, i provinsen Huaraz utvinner företaget Minera Barrick, guld.
De viktigaste städerna i Cordillera negra är: Recuay, Ticapampa, Aija, Shupluy, Cascapara, Yautan, Quillo, Huaylas, Pueblo Libre och Huata.